# Lingue border
Le lingue border dette anche lingue tami, sono una famiglia di lingue papuasiche parlate nella parte nord-occidentale della Papua Nuova Guinea.

## Classificazione
Secondo una prima classificazione del 1975 di Stephen Wurm, queste lingue erano state inserite nella famiglia delle lingue trans-Nuova Guinea, successivamente, nel 2005, lo studioso statunitense Malcolm Ross le ha considerate come lingue separate.
La famiglie è composta da 15 lingue attive suddivise in tre gruppi:
- Lingue bewani (5)
  - lingua ainbai [codice ISO 639-3 aic]
  - lingua kilmeri [kih]
  - lingua ningera [nby]
  - lingua pagi [pgi]
  - lingua umeda [upi]
- Lingue taikat (2)
  - lingua awyi [auw]
  - lingua taikat [aos]
- Lingue waris (8)
  - lingua amanab [amn]
  - lingua auwe [smf]
  - lingua daonda [dnd]
  - lingua imonda [imn]
  - lingua manem [jet]
  - lingua sowanda [sow]
  - lingua viid [snu]
  - lingua waris [wrs]

La lingua morwap, detta anche elseng [mrf] è stata inizialmente inserita da Ross in questa famiglia in base alla somiglianza dei pronomi personali. Successivamente tuttavia si è notato che non vi sono affatto somiglianze lessicali e quindi attualmente si tende a considerala come una famiglia isolata separata.